# Blato (Mljet)
Blato falu Horvátországban, Dubrovnik-Neretva megyében. Közigazgatásilag Mljethez tartozik.

## Fekvése
Dubrovnik városától légvonalban 51 km-re északnyugatra, községközpontjától légvonalban 6, közúton 9 km-re északnyugatra, a Mljet szigetének közép-nyugati részén, a termékeny Blatsko polje (Blatoi mező) mellett fekszik.

## Története
Blato területén már ősidők óta élnek emberek. A Blatoi mező felett található Blato Mala és Blato Velika barlangok az őskori ember lakóhelyei voltak. Az itt élt első ismert nép az illírek voltak, akik az i. e. 2. évezredtől fogva éltek itt magaslatokon épített erődített településeken és kövekből rakott halomsírokba temetkeztek. Halomsírjaik megtalálhatók a település határában a Blatoi mezőn és Crna kladán több helyen. Ivanje polje szélénél is állt egy erődített településük. Az illírek i. e. 35-ig uralták a térséget, amikor Octavianus hadai végső győzelmet arattak felettük. A Nyugatrómai Birodalom bukása után 493-tól a keleti gótok uralták a szigetet. 535-ben Mljet Dalmáciával együtt a Bizánci Császárság uralma alá került. A horvátok ősei a 7. században érkeztek Dalmáciába és csakhamar megalapították első településeiket Mljet szigetén is. Blato ezek közül harmadikként jött létre a termékeny Blatoi mező szélén a mocsaras Blatina-tó és ivóvízforrások közelében. Maga a település is erről a sáros tóról (blato = sár) kapta a nevét. A települést már a 10. század közepén említik. Szent György tiszteletére szentelt első temploma a 11. században épült, ma már csak a romjai láthatók.
Mljet a 12. századig maradt Bizánc fennhatósága alatt, keleti részén már ekkor a Neretva völgyéből érkezett horvát népesség lakott. A 12. század közepén a raškai uralkodók terjesztették ki uralmukat a szigetre, mely a zahumljei herceg fennhatósága alá került. Az akkori herceg Deša 1151-ben a szigetet a pulsanoi bencéseknek adományozta. Ekkor épült az innen nyugatra levő Veliko jezero tóban fekvő kis a Sveta Marija-szigeten a bencés kolostor. 1410-től a szigettel együtt a Raguzai Köztársaság része volt. 1806-ban Dalmáciával együtt a Raguzai Köztársaságot legyőző franciák uralma alá került, de Napóleon bukása után 1815-ben a berlini kongresszus Dalmáciával együtt a Habsburgoknak ítélte. 1857-ben 107, 1910-ben 160 lakosa volt. Lakosságának maximumát 227 fővel 1931-ben érte el. Jelentőségére jellemző, hogy egykor iskolája is volt, amely azonban ma már nem működik.  1918-ban az új szerb-horvát-szlovén állam, majd később Jugoszlávia része lett. A település 1991-től a független Horvátországhoz tartozik. 2011-ben 39 lakosa volt. Lakói főként szőlőtermesztéssel, mezőgazdasággal foglalkoznak.

## Népesség

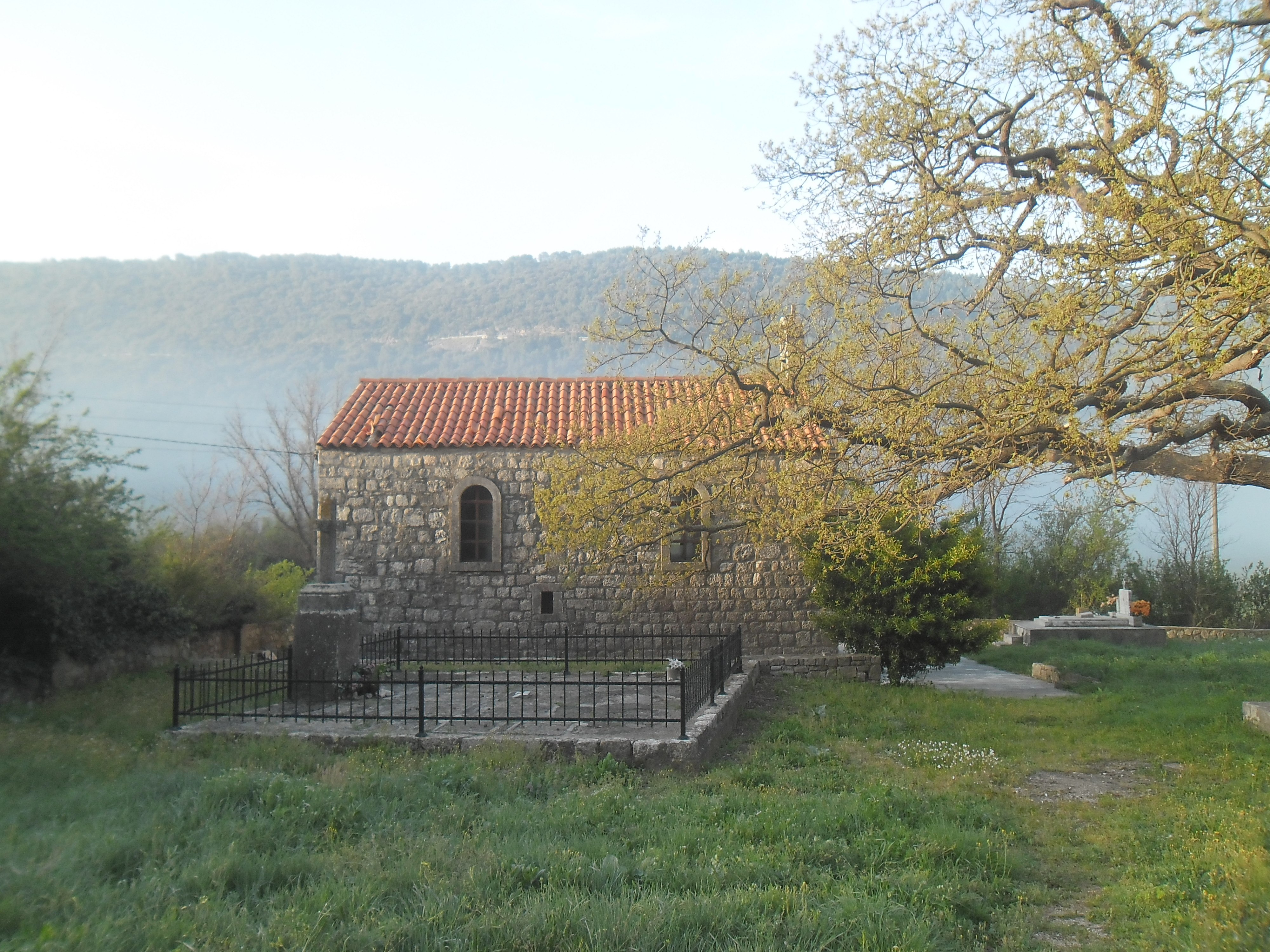
A Szent Péter templom.

| Lakosság változása | Lakosság változása | Lakosság változása | Lakosság változása | Lakosság változása | Lakosság változása | Lakosság változása | Lakosság változása | Lakosság változása | Lakosság változása | Lakosság változása | Lakosság változása | Lakosság változása | Lakosság változása | Lakosság változása | Lakosság változása |
| ------------------ | ------------------ | ------------------ | ------------------ | ------------------ | ------------------ | ------------------ | ------------------ | ------------------ | ------------------ | ------------------ | ------------------ | ------------------ | ------------------ | ------------------ | ------------------ |
| 1857               | 1869               | 1880               | 1890               | 1900               | 1910               | 1921               | 1931               | 1948               | 1953               | 1961               | 1971               | 1981               | 1991               | 2001               | 2011               |
| 107                | 93                 | 78                 | 118                | 119                | 160                | 204                | 227                | 174                | 165                | 141                | 107                | 91                 | 77                 | 46                 | 39                 |

## Nevezetességei
- Szent György templom maradványai a 11. századból
- Szent Péter templom a 14. századból, a 19. században átépítették.
- Ivanje polje északi széle – ókori erődített település maradványaival, régészeti lelőhely
- Crna klada ókori halomsírok
- Blatsko polje ókori halomsírok
- Blato Mala barlang a Blato polje felett
- Blato Velika barlang a Blato polje felett

## Gazdaság
Blato egy rendkívül termékeny mező szélén, hegyektől védett helyen, források közelében fekszik. Fekvése kedvező feltételeket biztosít a mezőgazdaság fejlődéséhez, különösen a szőlőtermesztéshez. A közeli Blatina-tóban sok az angolna, mely a téli időszakban megdermed, így könnyű a halászata és szintén jelentős táplálékforrás. A helyi lakosság a 4 km-re fekvő Kozarica kikötőjén keresztül jut el a legközelebbi nagyvárosba Dubrovnikba.

## Fordítás
Ez a szócikk részben vagy egészben  a   Blato (Mljet) című horvát Wikipédia-szócikk ezen változatának fordításán alapul.  Az eredeti cikk szerkesztőit annak laptörténete sorolja fel. Ez a jelzés csupán a megfogalmazás eredetét és a szerzői jogokat jelzi, nem szolgál a cikkben szereplő információk forrásmegjelöléseként.